# Dettifoss

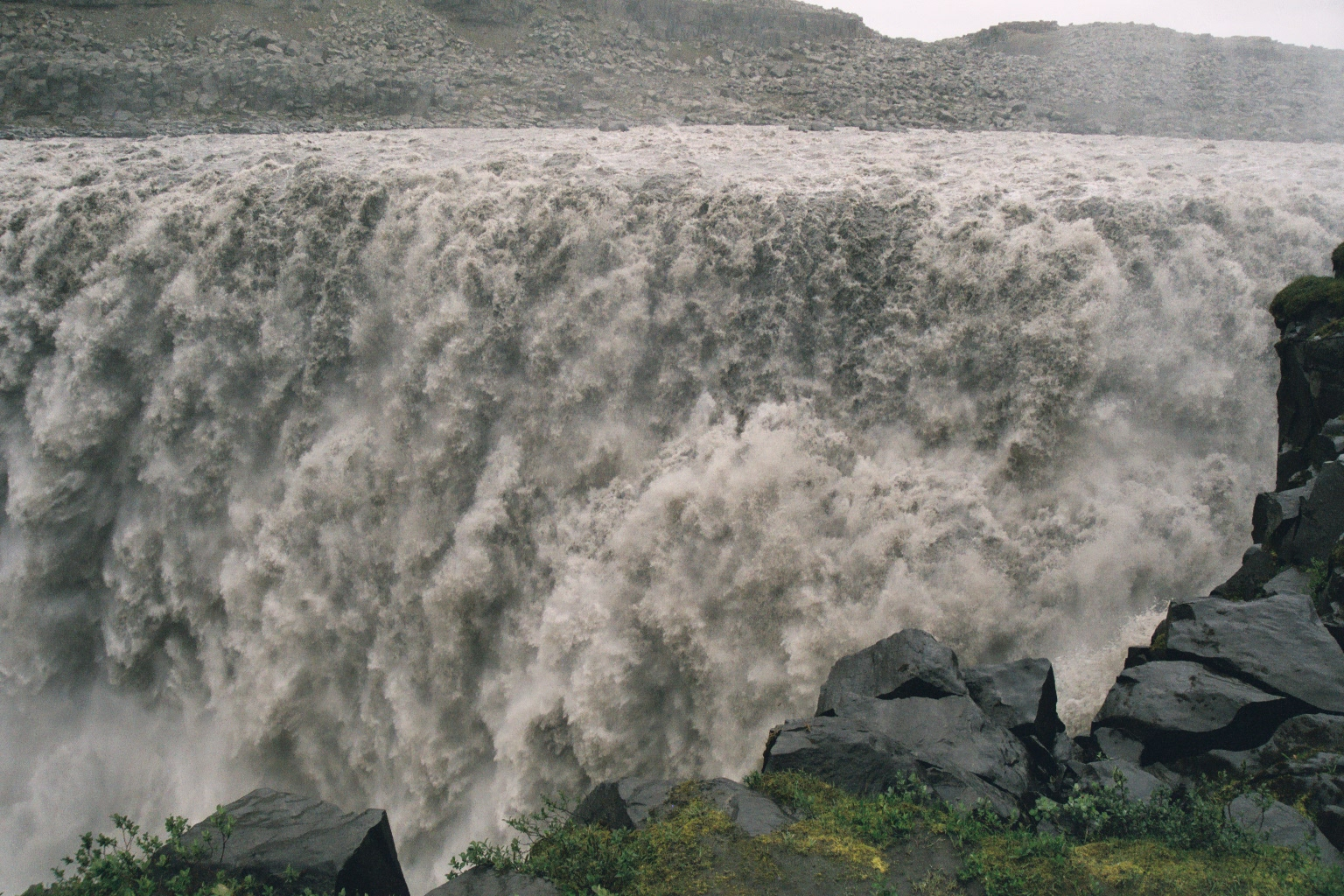
Vodopád Dettifos, pohled z levého břehu

Dettifoss je vodopád, jenž se nachází v oblasti Mývatn na severu Islandu na řece Jökulsá á Fjöllum, která je ledovcového původu. Je pokládán za nejmohutnější vodopád v Evropě, ovšem s průtokem vody mezi 200 až 500 m3 za sekundu je až za Rýnským vodopádem s průtokem 250 až 600 m. (Průtok závisí na roční době, zejména v létě je značně vysoký díky tajícím ledovcům). Vodopád Dettifoss je široký 100 metrů s převýšením 44 m. Rýnský vodopád je široký 150 m s převýšením 23m.
15 km severně od vodopádu se nachází národní park Jökulsárgljúfur.

## Externí odkazy

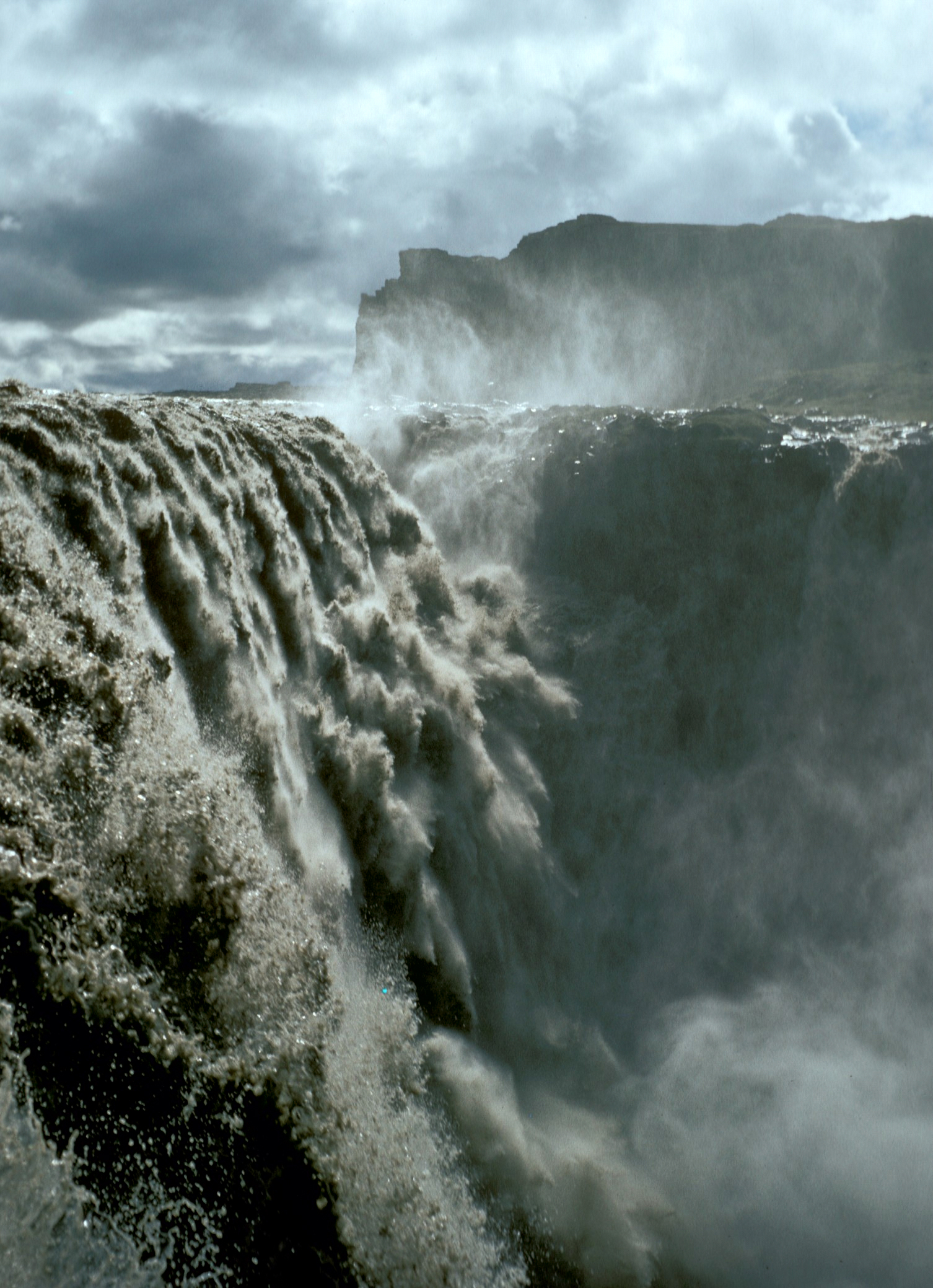
Dettifoss